# The Bothie of Tober-na-Vuolich
The Bothie of Tober-na-Vuolich, sous-titré A Long-Vacation Pastoral, est un long poème narratif écrit par le poète de l'époque victorienne Arthur Hugh Clough, qui fut bien accueilli par la critique lors de sa parution.
Cette œuvre a été écrite au cours de l'été 1848.

## Signification du titre
Bothie, en dialecte écossais, désigne une masure d'une seule pièce dans laquelle vivaient un berger et sa famille, et qui, aujourd'hui, sert d'écurie ou d'étable. 
Tober-na-Vuolich est un nom de lieu gaélique, formé avec tober, signifiant « anse » ou « crique ». Les nombreuses références aux lochs, qu'on trouve dans la partie du poème où est précisé ce nom, semblent indiquer que le lieu est situé sur la côte ouest de l'Écosse.

## L'œuvre elle-même
The Bothie of Tober-na-Vuolich est écrite en hexamètres. 
Sur le fond, c'est une œuvre de tendance très socialisante.